# 22 décembre dans les chemins de fer
22 novembre 22 janvier
Chronologies thématiques
- Croisades
- Sports
- Disney

Cette page concerne les événements qui se sont déroulés un 22 décembre dans les chemins de fer.

## Événements

### XIXesiècle
- France, à Paris après l'Exposition universelle de 1867, le 22 décembre 1867, après le démontage des pavillons, arrêt de tout trafic sur l'embranchement provisoire reliant le Champ-de-Mars à la ligne de Petite Ceinture[1].
- 1872. France : ouverture de la ligne de Pas-des-Lanciers à Martigues.

### XXesiècle
- France, lors de la construction de la Ligne E du RER d'Île-de-France le creusement de la galerie sud provoque le 22 décembre 1995, un affaissement de terrain rue Papillon, dans le IXe arrondissement, déstabilisant des immeubles habités, malgré les importantes précautions prises[2],[3]. La situation contraint la SNCF à consolider un immeuble au n°4 qui menace de s'effondrer et à financer le relogement de ses occupants. Cet incident interrompt le chantier durant plusieurs mois[4] et retarde de près d'un an l'ouverture de la ligne, alors prévue pour 1998, et augmente encore le budget de construction. En dépit des mesures complémentaires de protection, le chantier Éole endommage au total quatre-vingt-dix bâtiments[5]

### XXIesiècle
- France, sur la Ligne 14 du métro de Paris le 22 décembre 2006, des voyageurs restent prisonniers des rames en tunnel pendant une heure et demie à cause d'un incident affectant l'alimentation électrique de la ligne, ceci associé à une panne mécanique[6]
- France, la ligne 1 du métro de Paris devient entièrement automatisée le 22 décembre 2012[7].

## Naissances
- x

## Décès
- x